# SpaceX Crew-8
SpaceX Crew-8 — восьмой полёт американского космического корабля Crew Dragon компании SpaceX в рамках программы NASA Commercial Crew Program. Запуск космического корабля Crew Dragon осуществлён 4 марта 2024 года в 03:53 UTC с помощью ракеты-носителя Falcon 9 со стартовой площадки 39A Космического центра имени Кеннеди НАСА в штате Флорида. Корабль доставил четырёх членов экипажа миссии Crew-8 и космических экспедиций МКС-70/71 на МКС.

## Экипаж
| Астронавт           | Должность         | № полёта        | Организация     |
| Основной экипаж     | Основной экипаж   | Основной экипаж | Основной экипаж |
| ------------------- | ----------------- | --------------- | --------------- |
| Мэттью Доминик      | Командир          | 1               | НАСА            |
| Майкл Барратт       | Пилот             | 3               | НАСА            |
| Джанетт Эппс        | Специалист полёта | 1               | НАСА            |
| Александр Гребёнкин | Специалист полёта | 1               | Роскосмос       |

Запуск предварительно планировался на 22 февраля 2024, но позже перенесён на 1 марта 2024 года, затем на 3 марта 2024 года (UTC), затем на 4 марта.
Весной 2023 года экипаж в составе Мэттью Доминика, Майкла Барратта, Джанетт Эппс и Александра Гребёнкина, в качестве дублёров миссии Crew-7, провёл тренировки в Центре подготовки космонавтов имени Ю. А. Гагарина по устранению нештатных ситуаций на российском сегменте станции.
4 августа 2023 года НАСА официально объявило о включении в состав экипажа миссии Crew-8 российского космонавта Александра Гребёнкина.

## Полёт
Запуск космического корабля Crew Dragon с миссией SpaceX Crew-8 осуществлён 4 марта 2024 года года в 03:53:38 UTC с помощью ракеты-носителя Falcon 9 со стартовой площадки 39A Космического центра имени Кеннеди НАСА в штате Флорида.
5 марта в 7:28 UTC корабль Crew Dragon причалил к узловому модулю «Гармония» американского сегмента МКС.
2 мая 2024 года корабль SpaceX Crew-8 перестыковался с четырьмя астронавтами на борту с узла IDA-2 на PMA-2 (отстыковка в 12:57 UTC) на узел IDA-3 на PMA-3 (стыковка 13:46 UTC) модуля «Гармония». Перестыковка осуществлена для освобождения переднего стыковочного порта для предстоящего прибытия на МКС космического корабля Starliner Boe-CFT.
Полёт проходит в рамках экспедиций МКС-70/71 с марта по август 2024 года.
Отстыковка от МКС неоднократно переносилась, сперва на 10 октября, затем на 13 октября 2024 года. Отстыковка состоялась 23 октября 2024.
25 октября 2024 Dragon 2 приводнился рядом с Флоридой в Мексиканском заливе.